# عرض كولين باول أمام مجلس الأمن للأمم المتحدة
قدم وزير خارجية الولايات المتحدة كولن باول عرضًا تقديميًا لمجلس الأمن التابع للأمم المتحدة في 5 فبراير 2003. وقد أوضح الأسباب التي أدت إلى شن حرب العراق والتي بدأت في 19 مارس/آذار 2003 بغزو العراق.
كان محتوى العرض مبني على أدلة غير موثوقة. لقد اتخذ قرار غزو العراق قبل تقديم العرض.

## الاختيار والإعداد
ظهر باول أمام الأمم المتحدة في الخامس من فبراير/شباط 2003 لإثبات مدى الحاجة الملحة لشن حرب على العراق. في عام 2016، قال باول: "في الوقت الذي ألقيت فيه الخطاب في الخامس من فبراير، كان الرئيس قد اتخذ بالفعل قرارًا بالعمل العسكري". اختير باول لإلقاء الخطاب بناءً على مصداقيته، وصرح في عام 2016 أن الخطاب كتبه مكتب نائب الرئيس:
ومن المفترض أن الخطاب أُعد في البيت الأبيض في مجلس الأمن القومي. ولكن عندما أعطينا ما تم إعداده، كان غير مناسب على الإطلاق، ولم نتمكن من تتبع أي شيء فيه. وعندما سألت كونداليزا رايس، مستشارة الأمن القومي، من أين جاء هذا الكلام، اتضح أن مكتب نائب الرئيس هو الذي كتبه.
صرحت المحللة في وكالة المخابرات المركزية نادا باكوس أن لغة الخطاب تختلف عما أعدته وكالة المخابرات المركزية لباول وعن النسخ التي تلقتها وكالة المخابرات المركزية قبل العرض.

## محتوى
وزعم باول أن العراق يؤوي شبكة إرهابية يترأسها أبو مصعب الزرقاوي، أحد عناصر تنظيم القاعدة (في منطقة صغيرة تسيطر عليها جماعة أنصار الإسلام). وزعم أيضاً أن عراقيين زاروا أسامة بن لادن في أفغانستان وقدّموا التدريب لأعضاء القاعدة، على الرغم من أن آلاف العرب من العديد من البلدان فعلوا الشيء نفسه. ولم تعثر وكالات الاستخبارات الأميركية على أي دليل يشير إلى وجود تعاون جوهري بين صدام حسين وتنظيم القاعدة.

## وسائط

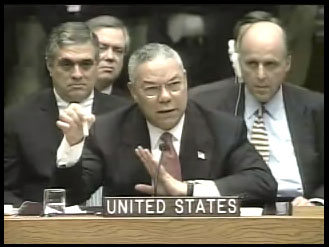
عرض باول

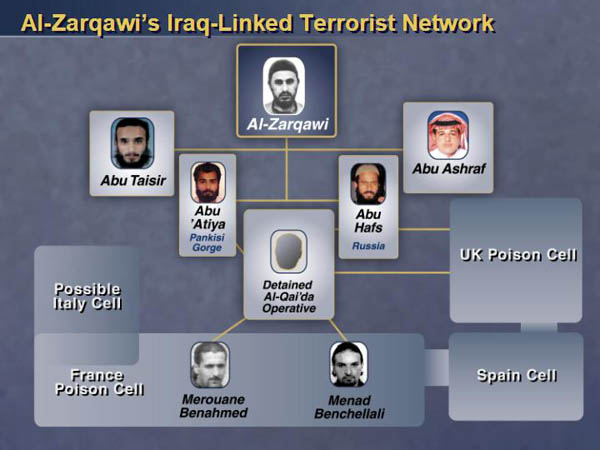
عرض باول عن العراق في الأمم المتحدة

## ردود الفعل

### رد فعل عراقي
دعت جماعة أنصار الإسلام عشرين صحفياً إلى مجمع كان من المفترض أن يكون "مصنعاً للسموم".

### آخرون
ورغم أن العرض فشل في تغيير الموقف الأساسي لمجلس الأمن، بما في ذلك فرنسا وروسيا والصين وألمانيا، فإن باول نجح في تشديد النبرة العامة للأمم المتحدة تجاه العراق. ورغم أن تصريح كولن باول للأمم المتحدة ربما قُبل كدليل من قبل كثيرين في الولايات المتحدة، إلا أن هذا لم يكن الحال في أوروبا.
صرح باول نفسه لاحقًا: "أنا، بالطبع، آسف على الخطاب الذي ألقيته في الأمم المتحدة، والذي أصبح العرض البارز لقضيتنا. لكننا اعتقدنا أنه كان صحيحًا في ذلك الوقت. اعتقد الرئيس أنه كان صحيحًا. اعتقد الكونجرس أنه كان صحيحًا". "بالطبع أنا آسف لأن الكثير منه تبين أنه خاطئ"، كما قال.
وفي وقت لاحق، قال رئيس أركان باول، لورانس ويلكرسون، إنه شارك عن غير قصد في خدعة على الشعب الأمريكي أثناء إعداد شهادة باول الخاطئة أمام مجلس الأمن التابع للأمم المتحدة. في عام 2015، صرح مايكل موريل أنه يريد الاعتذار إلى باول عن الأدلة.

## تحليل
أشار ديفيد زارفسكي إلى أن الخطاب اعتمد بشكل أساسي على حجة الجهل. وصفت صحيفة الجارديان الخطاب بأنه لحظة حاسمة في تقويض مصداقية الولايات المتحدة.
عتبرت مجلة نيويورك تايمز هذا الخطاب واحدًا من أكثر اللحظات العامة التي لا تُنسى في تاريخ إدارة بوش. قام FAIR بتحليل التغطية الإعلامية للأسبوع السابق والأسبوع التالي للعرض وحث وسائل الإعلام على توسيع نطاق تغطيتها.

## التطورات الإضافية
في مقابلة أجريت عام 2005، صرح باول أنه لم يكذب لأنه لم يكن يعلم أن المعلومات كاذبة.

## قراءة إضافية
- Oddo، John (2014). Intertextuality and the 24-Hour News Cycle: A Day in the Rhetorical Life of Colin Powell's U.N. Address. Michigan State University Press. DOI:10.14321/j.ctt7zt4bh. ISBN:978-1-61186-140-2. مؤرشف من الأصل في 2023-04-26.
- Maass, Peter (18 Oct 2021). "Colin Powell Was a Nice Man Who Helped Destroy Iraq". The Intercept (بالإنجليزية). Archived from the original on 2024-09-26. Retrieved 2023-04-18.
- "'It Worked For Me': Life Lessons From Colin Powell". 22 مايو 2012. مؤرشف من الأصل في 2024-05-16.
- Biedron, Jessica M. (2010). "Colin Powell: Examining a Key Player in the Bush Administration". Inquiries Journal (بالإنجليزية). 2 (05). Archived from the original on 2024-09-05.

## روابط خارجية
- من عام 2003: كولن باول يلقي كلمة أمام مجلس الأمن التابع للأمم المتحدة بشأن العراق ، إن بي سي نيوز
- في إحاطة أمام مجلس الأمن، قدم وزير الخارجية الأميركي باول أدلة على فشل العراق في نزع سلاحه ، الأمم المتحدة